# Dra på stan
Dra på stan är en musikalbum från 1988 med frontfigurerna Svante Grundberg och Björn Wallde från SVT:s tv-serie Nattsudd. Den gavs ut på LP och kassett. Musiker var Christian Veltman på bas,
Jan Bergman på bas, Douglas Westlund på trummor, Magnus Persson på trummor och Hasse Rosén på gitarr.

## Låtlista
1. "Dra på stan"
2. "Veta hut"
3. "Fara till Sahara"
4. "Forna kalas"
5. "Rå kväll"
6. "Natt-rapp"
7. "Argan list"
8. "Glad bartender"
9. "Ont igen"
10. "Lite bakom"
11. "Skrot av min kanot"